# Marieke Guehrer
Marieke Guehrer (Adelaide (Zuid-Australië), 9 februari 1986) is een Australisch zwemster. Ze vertegenwoordigde haar vaderland op de Olympische Zomerspelen 2004 in Athene.

## Carrière
Bij haar internationale debuut, op de Olympische Zomerspelen van 2004 in Athene, strandde Guehrer in de series van de 100 meter rugslag. In de jaren die volgden wist de Australische zich niet meer te plaatsen voor een internationaal toernooi. In de herfst van 2008 liet ze weer wat van zich horen toen zij de eindzege van de wereldbeker zwemmen 2008 voor zich opeiste. Op 15 november 2008, tijdens de laatste wedstrijd van het wereldbekercircuit, brak Guehrer het wereldrecord op de 50 meter vlinderslag, zij dook als eerste zwemster onder de 25 seconden op deze afstand.
Tijdens de Australische kampioenschappen zwemmen 2009 in Sydney wist de Australische zich te kwalificeren voor de Wereldkampioenschappen zwemmen 2009 in Rome, op de 50 meter vlinderslag en de 100 meter vrije slag. In Rome veroverde Guehrer de wereldtitel op de 50 meter vlinderslag en strandde ze in de series van de 100 meter vrije slag, samen met Libby Trickett, Shayne Reese en Felicity Galvez sleepte ze de bronzen medaille in de wacht op de 4x100 meter vrije slag
Op de Pan Pacific kampioenschappen zwemmen 2010 in Irvine legde de Australische op de 50 meter vlinderslag beslag op de gouden medaille en eindigde ze als vijfde op de 50 meter vrije slag, op zowel de 100 meter vrije slag als de 100 meter vlinderslag werd ze uitgeschakeld in de series. Tijdens de Gemenebestspelen 2010 in Delhi veroverde Guehrer de zilveren medaille op de 50 meter vlinderslag, op de 50 meter vrije slag eindigde ze op de vijfde plaats. Samen met Alicia Coutts, Felicity Galvez en Emily Seebohm sleepte ze de gouden medaille op de 4x100 meter vrije slag in de wacht. In Dubai nam de Australische deel aan de wereldkampioenschappen kortebaanzwemmen 2010. Op dit toernooi eindigde ze als zesde op de 100 meter vrije slag en als achtste op de 50 meter vlinderslag, daarnaast strandde ze in de halve finales van de 50 meter vrije slag en de 50 meter rugslag. Op de 4x100 meter wisselslag legde ze samen met Rachel Goh, Leisel Jones en Felicity Galvez beslag op de bronzen medaille, samen met Emma McKeon, Felicity Galvez en Kotuku Ngawati eindigde ze als vierde op de 4x100 meter vrije slag.
Op de wereldkampioenschappen zwemmen 2011 eindigde Guehrer als achtste op de 50 meter vlinderslag, op de 4x100 meter vrije slag eindigde ze samen met Bronte Barratt, Merindah Dingjan en Alicia Coutts op de vijfde plaats.
Tijdens de wereldkampioenschappen kortebaanzwemmen 2012 in Istanboel eindigde de Australische als vijfde op de 50 meter vrije slag, op de 100 meter vrije slag strandde ze in de halve finales. Samen met Angie Bainbridge, Brianna Throssell en Sally Foster veroverde ze de zilveren medaille op de 4x100 meter vrije slag, op de 4x100 meter wisselslag sleepte ze samen met Rachel Goh, Sarah Katsoulis en Angie Bainbridge de zilveren medaille in de wacht.

## Internationale toernooien
| Jaar | Olympische Spelen | WK langebaan                                              | WK kortebaan | PanPacs                                                                          | Gemenebestspelen                                        |
| ---- | ----------------- | --------------------------------------------------------- | --- | -------------------------------------------------------------------------------- | ------------------------------------------------------- |
| 2004 | 20e 100m rugslag  |                                                           | geen deelname |                                                                                  |                                                         |
| 2005 |                   | geen deelname                                             | |                                                                                  |                                                         |
| 2006 |                   |                                                           | geen deelname | geen deelname                                                                    | geen deelname                                           |
| 2007 |                   | geen deelname                                             | |                                                                                  |                                                         |
| 2008 | geen deelname     |                                                           | geen deelname |                                                                                  |                                                         |
| 2009 |                   | 14e 100m vrije slag · 50m vlinderslag · 4x100m vrije slag | |                                                                                  |                                                         |
| 2010 |                   |                                                           | 10e 50m vrije slag · 6e 100m vrije slag · 9e 50m rugslag · serie 100m rugslag · 8e 50m vlinderslag · 4e 4x100m vrije slag · 4x100m wisselslag | 5e 50m vrije slag · 23e 100m vrije slag · 50m vlinderslag · 18e 100m vlinderslag | 5e 50m vrije slag · 50m vlinderslag · 4x100m vrije slag |
| 2011 |                   | 8e 50m vlinderslag 5e 4x100m vrije slag                   | |                                                                                  |                                                         |
| 2012 | geen deelname     |                                                           | 5e 50m vrije slag · 9e 100m vrije slag · 4x100m vrije slag · 4x100m wisselslag                                                                |                                                                                  |                                                         |

## Persoonlijke records
Bijgewerkt tot en met 22 november 2009
Kortebaan
| Afstand          | Tijd  | Datum            | Plaats       |
| ---------------- | ----- | ---------------- | ------------ |
| 50m vrije slag   | 23,74 | 14 november 2009 | Berlijn      |
| 100m vrije slag  | 52,61 | 10 augustus 2009 | Hobart       |
| 50m rugslag      | 25,98 | 10 november 2009 | Stockholm    |
| 100m rugslag     | 56,97 | 22 november 2009 | Singapore    |
| 50m vlinderslag  | 24,69 | 15 november 2008 | Berlijn      |
| 100m vlinderslag | 56,64 | 12 december 2008 | Christchurch |

Langebaan
| Afstand          | Tijd    | Datum           | Plaats  |
| ---------------- | ------- | --------------- | ------- |
| 50m vrije slag   | 24,87   | 20 maart 2009   | Sydney  |
| 100m vrije slag  | 54,21   | 30 juli 2009    | Rome    |
| 50m rugslag      | 28,87   | 31 mei 2009     | Coimbra |
| 100m rugslag     | 1.02,33 | 27 maart 2004   | Sydney  |
| 50m vlinderslag  | 25,48   | 1 augustus 2009 | Rome    |
| 100m vlinderslag | 58,08   | 19 maart 2009   | Sydney  |